# مرجل إعادة الغلي
مرجل إعادة الغلى هو مبادل حرارى يستخدم لإضافة الحرارة لقاع أعمدة التقطير المستمر. يقوم بغلى السائل من القاع في عمود التقطير لتوليد البخار الذي يعود إلى العمود لكى يقوم بعملية فصل التقطير. يتم إزالة هذه الحرارة بواسطة مكثف عند قمة العمود.

## أنوعه
هناك عناصر كثيرة يجب اختيارها لتصميم المرجل ولكن العنصر الأهم هو اختيار التصميم المناسب حسب الاستخدام. معظمهم يكون من النوع مبادل حرارى غلافى أنبوبى. أفران المستخدمه للوقود المحترق يكن استخدامها كمراجل في بعض الحالات.

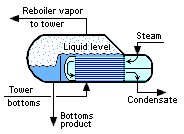
غلاية الفجوة

المبادلات الحرارية شائعة الاستخدام:

### غلاية الفجوة (Kettle)
تتميز ببساطتها وفاعليتها. ربما تحتاج لمضخة لضخ السائل من القاع. السائل القادم من القاع يسمى بالقيعان، ويكون السريان في الانبوب. 

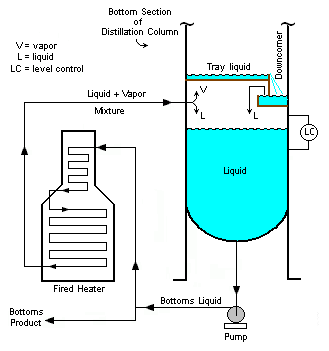
غلاية تدوير مجبر باستخدام مضخة لأبراج التقطير.

### المرجل المستخدم للحريق
تسمى أيضا الفرن. يمكن استخدامها كغلاية لعمود تقطير. يتطلب هنا استخدام مضخة لتدوير السائل في الانابيب.  

## اقرأ أيضا
- https://web.archive.org/web/20190214145726/http://www.klmtechgroup.com:80/PDF/EDG/ENGINEERING_DESIGN_GUIDELINES_reboiler_R01web.pdf. مؤرشف من الأصل (PDF) في 2019-02-14. {{استشهاد بكتاب}}: الوسيط |title= غير موجود أو فارغ (مساعدة)
- {{استشهاد بكتاب}}: استشهاد فارغ! (مساعدة)
- Perry, Robert H.؛ Green, Don W. {{استشهاد بكتاب}}: الوسيط |title= غير موجود أو فارغ (مساعدة) والوسيط غير المعروف |last-author-amp= تم تجاهله يقترح استخدام |name-list-style= (مساعدة)

## وصلات خارجية
- Column reboilers
- Sketches and discussion of various reboiler types